# Савва (Барач)
Епископ Савва (серб. Епископ Сава, в миру Джордже Барач, серб. Ђорђе Бараћ, по прозвищу Дечанац; 19 сентября (1 октября) 1831, село Гнеждани, Нови-Пазар — 4 (17) мая 1913, Чачак) — епископ Сербской православной церкви, епископ Жичский.

## Биография
Начальную школу окончил в монастыре Дечаны, где принял постриг на Рождество 1854 года.
2 марта 1855 года в Дежеве митрополитом Рашско-Призренским Мелентием рукоположён в сан диакона, а 5 марта того же года в храме Святых апостолов Петра и Павла на утоке Дежеве — в иеромонаха. Был духовником Дечанского метоха в Пироте.
В 1861 году поступил в Белградскую духовную семинарию.
В 1862 году Вступил в студенческий батальон, когда турецкий гарнизон стал обстреливать Белград.
По окончании семинарии стал учителем в городе Печ (Метохия), а позже, получив благословение митрополита Михаила, отправился в Россию, где в 1871 году окончил Киевскую духовную академию.
Во время Берлинского конгресса был послан в Берлин хлопотать о нуждах сербов, оставшихся за Турцией.
По возвращении в Старую Сербию стал в августе 1871 года ректором Призренской духовной семинарии, но 1 января 1873 году в результате албанских притеснений покинул Призрен.
Во время сербско-турецких войн 1876—1878 годов и сербско-болгарской войны 1885 года командовал частями добровольцев.
3 июля 1889 года был рукоположён во епископа Жичского.
По отзыву русского консула Алексея Беляева «положительная сторона епископа Саввы заключается в его строгой монашеской жизни. А так как это большая редкость в Сербии, бедной монахами вообще и хорошими в особенности, то Савва пользуется за это любовью и почётом со стороны сербов, чему способствует также патриархальная наружность».
Кроме издания своих архипастырских посланий к пастве Савва издал в 1897 еще книгу «Владалац и народ, крунисање и миропомазање владаоца, дужности његове и народне» («Государь и народ, коронование и миропомазание государя, обязанности его и народа»), представляющую из себя перевод и переработку русских книг, касающихся того же предмета.
Скончался 17 мая 1913 года в Чачаке. Был похоронен в Жичском монастыре. Согласно воле покойного 1936 году его прах был перенесён в Дечанский монастырь.